# Droga wojewódzka 150
Die Droga wojewódzka 150 (DW 150) ist eine 27 Kilometer lange Droga wojewódzka (Woiwodschaftsstraße) in der polnischen Woiwodschaft Großpolen. Diese Route verbindet Sieraków mit Wronki. Sie verläuft parallel zur Warthe, einem Nebenfluss der Oder, und führt durch die Puszcza Notecka.

## Städte an der Droga wojewódzka 150
- Wronki
- Popowo
- Chojno-Wieś
- Sieraków.

## Straßenverlauf
Woiwodschaft Großpolen
- Sieraków (Zirke) (DW 133, DW 198)
- Kreuzung ( DW 149)
- Chojno-Wieś(DW 145)
- Wronki (Wronke) (DW 140, DW 182)